# 郑州新区
郑州新区位于河南省郑州市东部，是郑汴新区的组成部分，与郑汴新区总体规划期限一致。范围包括郑州市中州大道以东，中牟县边界以西，黄河大堤以南，郑州新郑国际机场以北的区域，由郑东新区、郑州经济技术开发区、中牟产业园区、郑州航空港区、郑州国际物流园区和中牟县共5区1县组成，总面积为1840平方公里。

## 定位和目标
郑州新区的定位是新型工业化、城镇化和农业现代化协调发展的先导示范区，现代产业集聚区，现代复合型城区，对外开放示范区，环境优美宜居区和区域服务中心。至2020年，新增城市用地195平方公里，总人口达到400万，其中城区人口323万，小城镇区人口45万。

## 发展历程
- 2009年3月22日，郑州新区开发建设工作领导小组召开第一次会议。
- 2009年7月18日，郑州新区工委和管委会举行揭牌仪式。
- 2009年11月4日，郑州新区与中国银行河南省分行签订全面战略合作协议。中行在10年内将为郑州新区授信816亿元。
- 2010年4月，郑州新区开始进行概念性城市设计方案征集活动。[3]
- 2010年7月20日，郑州新区概念性城市设计方案评审会举行。德国AS&P亚施德邦建筑设计咨询（上海）有限公司的方案胜出。
- 2010年11月3日，河南首家综合保税区——郑州新郑综合保税区落户郑州新区。[4]

## 设计理念
生态城市的理念：保护区域生态环境系统，并以绿地系统和水体系统的形式向城市建设区域渗透叠加，与人的生活系统共同组成人与生物、自然环境共存的城市生态系统。这一理念借鉴了黑川纪章的生态共生设计理念。
复合城市的理念：按照功能复合的原则组织城市功能，在每个城市组团中复合多种功能。加强功能间的联系，缩短出行距离，创造具有生命力的城市功能组团。
细胞城市的理念：围绕功能交通站点发展公共服务功能，组团以公共服务功能为“细胞核”，圈层式发展形成城市细胞，多个细胞共同构成城市生命体。